# الناس أجناس 2 (مسلسل)
الناس أجناس 2 هو مسلسل كويتي من تأليف مبارك الحشاش وإخراج يوسف حمودة وعرض على تلفزيون الكويت والعرض الأول (1 رمضان 1434 هـ 10 يوليو 2 (عدد)013) وهو الجزء الثاني من مسلسل الناس أجناس في عام 1997 و1998.

## طاقم العمل
1. سعد الفرج
2. مريم الصالح
3. محمد المنصور
4. عبد الرحمن العقل
5. محمد العجيمي
6. محمد جابر
7. أحمد الصالح
8. سمير القلاف
9. منى شداد
10. هدى الخطيب
11. مبارك سلطان
12. خالد العجيرب
13. أمل عبد الكريم
14. غادة السني
15. غدير صفر
16. غرور
17. أمل العنبري
18. عبد الله الطليحي
19. بلال الشامي
20. ناصح الفضلي
21. عبد الله بهمن
22. منى حسين